# Réz Ádám
Réz Ádám, eredeti nevén Kupfer Ádám (Arad, 1926. június 4. – Budapest, 1978. szeptember 13.) magyar műfordító, író, műkritikus, kiadói szerkesztő, publicista. Egyik legismertebb munkája J. R. R. Tolkien A Gyűrűk Ura című világhírű műve első tizenegy fejezetének lefordítása.

## Életpályája
Tanári diplomát szerzett francia–angol szakon 1951-ben a Budapesti Egyetemen. Néhány évig a Magyar Távirati Iroda, majd a Kulturális Kapcsolatok Intézetének munkatársa volt, és több könyvkiadónál töltött be lektori állást.

## Munkássága
Angol, cseh, francia, német és román nyelvből fordított. Cikkei, tanulmányai jelentek meg folyóiratokban, illetve fordításainak elő- és utószavaként. J. R. R. Tolkien angol író A Gyűrűk Ura című fantasyjának  1–11. fejezetét (a verseket is) ő fordította magyarra, s ő alkotta meg a mű magyar terminológiáját (a Gyűrűk Urában és háttérmitológiájában mintegy 5000 tulajdonnév szerepel).

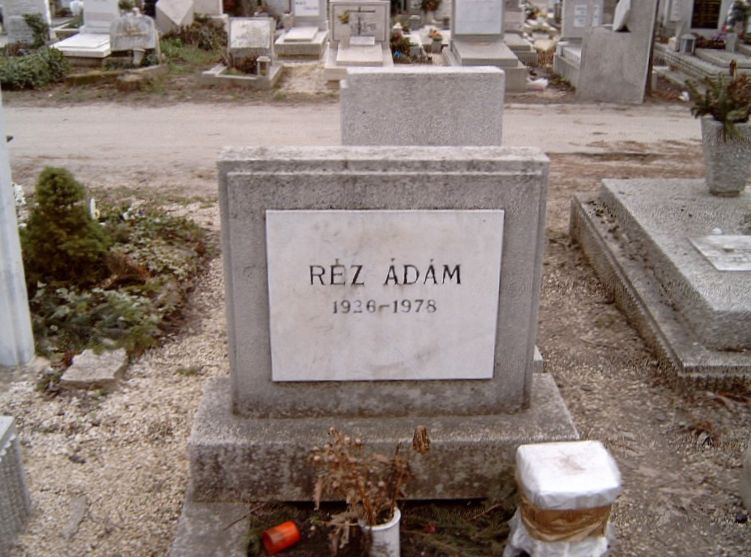
Réz Ádám sírja Budapesten. Farkasréti temető: 25-1-64.

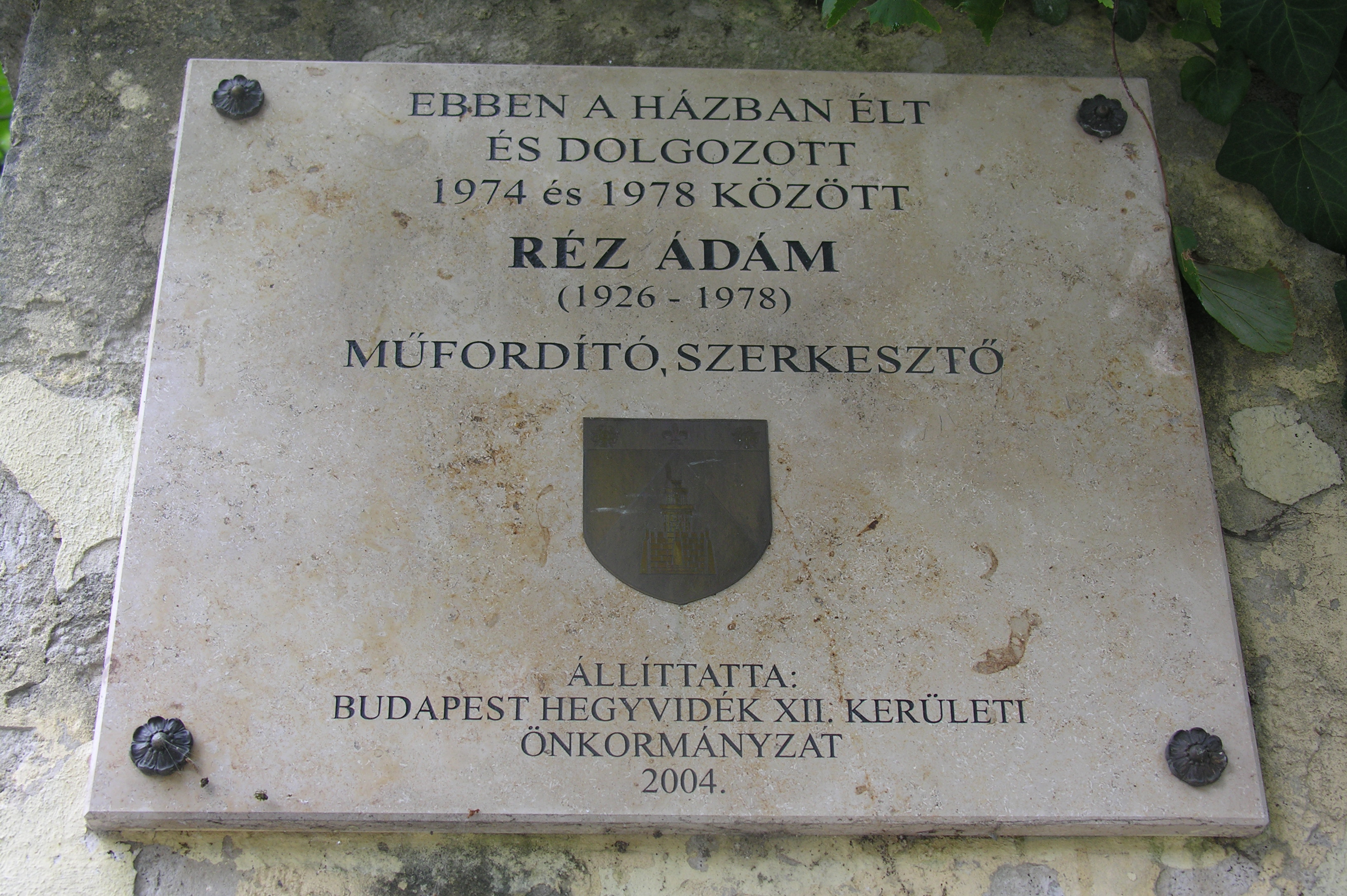
Réz Ádám emléktáblája Budapesten

## Családja
Raffy Ádám fia (1898–1961), Réz Pál bátyja (1930–2016), Kutni Mária (1919–1971) férje, akitől Réz Dániel (1957–) fia született, majd 1974-től Székács Vera (1937–2018) férje volt.

## Műfordításai
- J. R. R. Tolkien: A Gyűrűk Ura (első 11 fejezet)
- Jane Austen: A mansfieldi kastély
- Honoré de Balzac: Az ismeretlen remekmű
- Agatha Christie: Gyilkosság meghirdetve
- James Fenimore Cooper: Vadölő; Az utolsó mohikán; A kém
- E. M. Forster: Szellem a házban
- Roger Martin du Gard: Boldogulni
- Jaroslav Hašek: Švejk, a derék katona
- Christopher Isherwood: Isten veled, Berlin
- Jack London: A vadon szava
- Bernard Malamud: A mesterember; A lakók
- Prosper Mérimée összes regényei és elbeszélései
- Robert Merle: Állati elmék
- Robert Merle: Védett férfiak
- Jean-Jacques Rousseau: A magányos sétáló álmodozásai
- G. B. Shaw: Színművek
- John Steinbeck: Rosszkedvünk tele
- Harriet Beecher Stowe: Tamás bátya kunyhója
- Mark Twain: Egy jenki Artúr király udvarában
- John Updike: Nyúlcipő